# Jeanine Áñez
Jeanine Áñez Chávez (ur. 13 czerwca 1967 w Trinidad) – boliwijska polityk, w latach 2010–2019 senator, od 12 listopada 2019 do 8 listopada 2020 prezydent Boliwii.

## Prezydentura
10 listopada 2019 po ustąpieniu prezydenta Boliwii Evo Moralesa, ogłosiła się tymczasową prezydent. Deklaracja ta została podjęta przez Senat w sytuacji braku kworum, z tego względu zwolennicy prezydenta Moralesa kwestionują prawomocność tej decyzji.
Áñez została poparta przez rządy Stanów Zjednoczonych, Rosji, Brazylii i Kanady.
5 grudnia 2019 ogłosiła, że nie będzie brać udziału w nadchodzących wyborach prezydenckich. W marcu 2021 została aresztowana pod zarzutem terroryzmu, działalności wywrotowej i spisku, w 2022 skazana na karę 10 lat więzienia.